# Alec G. Hargreaves
Pour les articles homonymes, voir Hargreaves.
Le Pr. Alec G. Hargreaves, né en 1948, est actuellement directeur du Winthrop-King Institute for Contemporary French and Francophone Studies de l'Université d'Etat de Floride. Sociologue, linguiste et historien, professeur d'études françaises et francophones dans le département des études européennes à l'université de Loughborough, il est l'auteur d'un ouvrage référence unique sur la question de la littérature francophone d'origine dite « beur » : Voices from the North African Immigrant Community in France: Immigration and Identity in Beur Fiction (Oxford/New York : Berg, 1991, 2e édition, 1997).

## Biographie
Alec Hargreaves est l'un des rares intellectuels anglo-saxons à s'être intéressés à la littérature issue de l'immigration maghrébine française et ses analyses étayées montrent la forme d'ostracisme discret du monde littéraire traditionnel envers ces nouveaux venus dans l'espace culturel. Il insiste particulièrement sur l'ambiguïté maintenue entre les termes de littérature française, littérature maghrébine et littérature francophone, et considère cette forme d'exclusion invisible de l'intelligentsia dite « beur » comme l'un des symptômes de l'échec du « modèle républicain » à intégrer pleinement ses minorités.
Alec G. Hargreaves ne prône pas pour autant la disparition de ce modèle spécifiquement français ; il met l’accent sur la nécessité de le remettre en question car il considère que sa crédibilité s’épuise face à la multiplicité des injustices et des discriminations. « Celles-ci sont nombreuses en France mais elles sont beaucoup moins sévèrement combattues en France qu’en Angleterre, dit-il, et elles sont, sans aucun doute, un des déclencheurs directs des émeutes. »
Invité à Sciences Po après l'embrasement des banlieues françaises en 2005, il déclare : « les jeunes qui ont mis le feu aux poudres l’année dernière sont nés dans des milieux défavorisés où l’ascenseur social semble n’être pas simplement en panne, mais pratiquement inexistant en raison d’un marché de l’emploi dont ils ont le sentiment d’être exclus dès leur naissance et pour un avenir indéterminé, sinon de façon permanente, pour cause non seulement d’un taux de chômage relativement élevé et d’un manque de diplômes, mais aussi de pratiques discriminatoires face auxquelles ils ne trouvent aucune raison de penser que les autorités y mettront fin. »
Son ouvrage Minorités postcoloniales anglophones et francophones (Études culturelles comparées) publié en 2004, analyse les différences profondes qui existent entre le modèle anglo-saxon et le modèle français, mettant au jour les éléments structurels, sociologiques et historiques qui les caractérisent.
Coauteur avec l'écrivain et homme politique Azouz Begag de Ethnicité & Égalité: la France dans la Balance (2007) Alec G. Hargreaves demeure un observateur de la question et collabore aux travaux de l'Observatoire sociologique du changement mis en place par Sciences Po et le CNRS depuis 1989.
Publié en 1992, son ouvrage La littérature beur. Un guide bio-bibliographique demeure unique en son genre en Europe. Ce document de référence n'a pas été actualisé depuis sa parution.